# Jewett (Texas)
Jewett é uma cidade localizada no estado norte-americano de Texas, no Condado de Leon.

## Demografia
Segundo o censo norte-americano de 2000, a sua população era de 861 habitantes.
Em 2006, foi estimada uma população de 933, um aumento de 72 (8.4%).

## Geografia
De acordo com o United States Census Bureau tem uma área de
5,3 km², dos quais 5,3 km² cobertos por terra e 0,0 km² cobertos por água. Jewett localiza-se a aproximadamente 150 m acima do nível do mar.

## Localidades na vizinhança
O diagrama seguinte representa as localidades num raio de 32 km ao redor de Jewett.